# Yasuj
Yasuj este un oraș din Iran.